# 馬隆貝湖
馬隆貝湖（Lake Malombe）是馬拉維南部的湖泊，位於南部區的希雷河河道上，座標14°40′S 35°15′E / 14.667°S 35.250°E，湖泊面積約450平方公里（170平方英哩）。近年在馬隆貝湖捕魚的漁民急劇增加，導致某些魚類數目下降。